# (33809) 1999 XK152
1999 XK152 (asteroide 33809) é um asteroide da cintura principal. Possui uma excentricidade de 0.19828800 e uma inclinação de 4.76389º.
Este asteroide foi descoberto no dia 13 de dezembro de 1999 por LONEOS em Anderson Mesa.